# Andrea Rolla
Andrea Rolla (ur. 4 grudnia 1983 w Piano di Sorrento) – włoski pływak, specjalizujący się w stylu dowolnym.
Mistrz Europy na krótkim basenie ze Szczecina w sztafecie 4 × 50 m stylem dowolnym, srebrny medalista mistrzostw Europy z Debreczyna w sztafecie 4 x 100 m stylem dowolnym.
Uczestnik igrzysk olimpijskich w Londynie (2012) w sztafecie 4 × 100 m stylem dowolnym (7. miejsce).